# Cindy & Bert

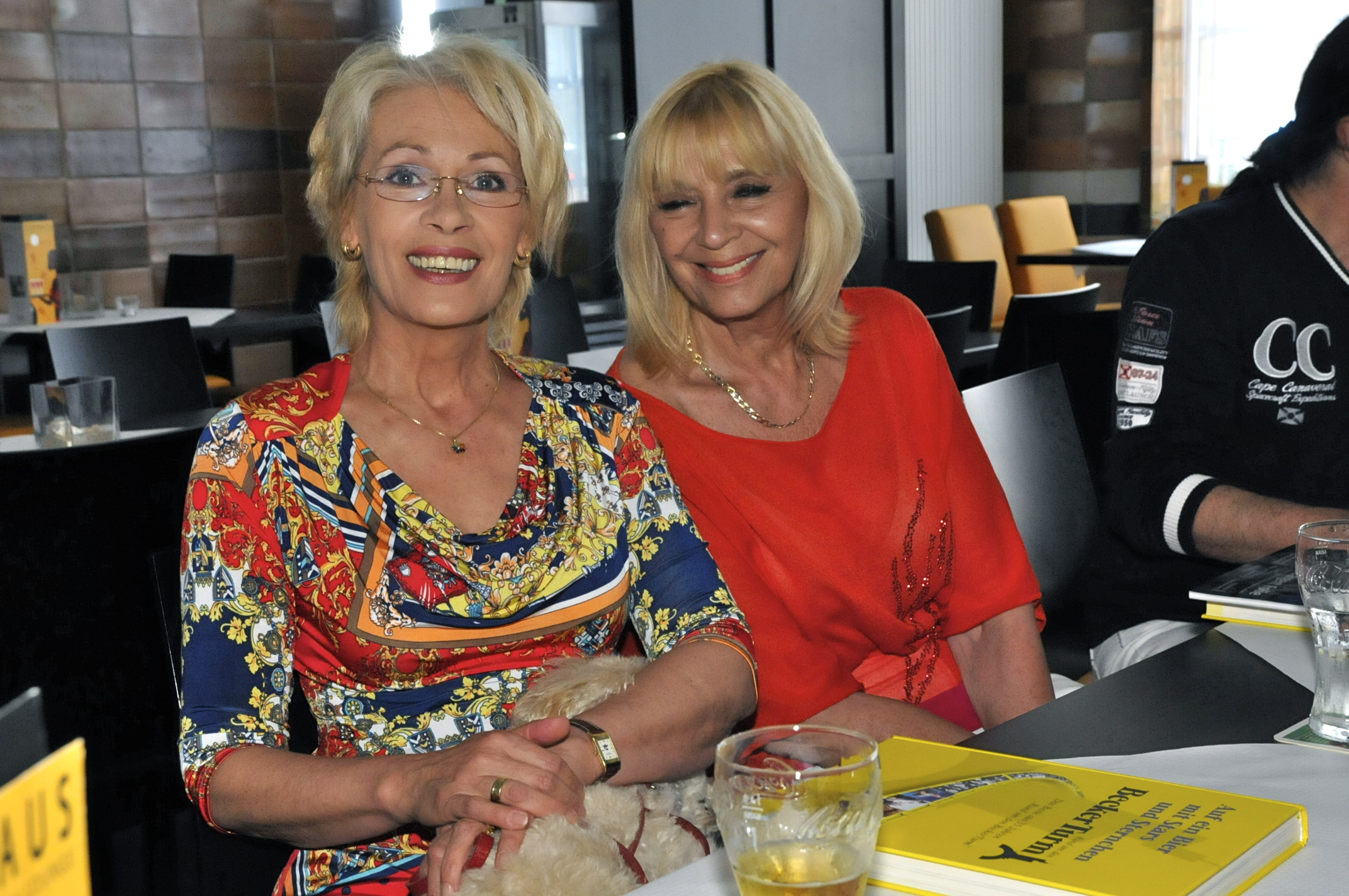
Les chanteuses pop de:Ingrid Peters et Cindy Berger (de:Cindy & Bert) lors de la présentation du livre "Have a beer with stars & starlets - the best of 35 years ROUND THE BECKER TURM".

Cindy & Bert est un duo de chanteurs de schlager allemands, connu dans les années 1970.

## Succès
- Cäsar und Cleopatra 1969
- Rot war der Mohn 1970
- Der Hund von Baskerville 1971
- Ich fand eine Hand 1971
- Geh die Straße 1972 (D #36)
- Immer wieder sonntags 1973 (D #3, A #20, CH #6, NL #8)
- Ich komm bald wieder 1973 (D #10, A #17, NL #15)
- Hallo Herr Nachbar 1973 (D #37)
- Freitagabend 1973 (NL #31)
- Spaniens Gitarren 1973 (D #11, A #9)
- Aber am Abend, da spielt der Zigeuner 1974 (D #12, NL #18)
- Die Sommermelodie 1974
- Ich suche einen Schatz 1975 (D #36)
- Wenn die Rosen erblühen in Malaga 1975 (D #13, A #12, NL #32)
- Addio mia bella musica 1976 (D #37)
- How do you do, my darling 1976
- Rosen aus Rhodos 1977
- Im Fieber der Nacht (You're the one that I want) 1978
- Darling 1978 (D #37)
- San Bernardino 1981
- Nach all den Jahren 1987
- Noche de Luna 1987
- Ich habe die Rose geseh'n 1997

## Discographie

### Albums
- Jeder braucht jeden
- Komm gib mir mehr
- Zwei Menschen und ein Weg
- Die Lieder unserer Welt
- Sie und er – er und sie
- Unsere größten Erfolge
- Die Musik ist schuld daran
- Wenn die Rosen erblühen in Malaga
- Musik am Abend
- Weihnachtsplatte und Schöne Ferien (avec Peter Rubin et Freddy Breck)
- Wie es euch gefällt
- Addio mia bella musica
- Rosen aus Rhodos
- Darling
- Träume
- Traumboy-Party
- Cindy & Bert (1998)